# Bracon bifasciatus
Bracon bifasciatus är en stekelart som beskrevs av Maximilian Spinola 1808. Bracon bifasciatus ingår i släktet Bracon och familjen bracksteklar. Inga underarter finns listade.